# Kościół Boży w Bytomiu
Kościół Boży w Bytomiu – kościół charyzmatyczny o charakterze zielonoświątkowym.
Wspólnota charyzmatyczna w Bytomiu rozpoczęła swoją działalność w roku 2012. Jej powstanie związane jest z charyzmatyczną osobowością wrocławskiego kaznodziei Bolesława Paliwody. W roku 2013 została formalnie zarejestrowana jako Kościół Boży w Bytomiu w strukturze krakowskiego Kościoła Bożego prowadzonego przez biskupa i założyciela tej denominacji w Polsce – Wojciecha Włocha.
Pastorem bytomskiego kościoła od samego początku istnienia wspólnoty jest Grzegorz Mężyk.
Kościół znany jest w mieście z cyklicznych ewangelizacji ulicznych.

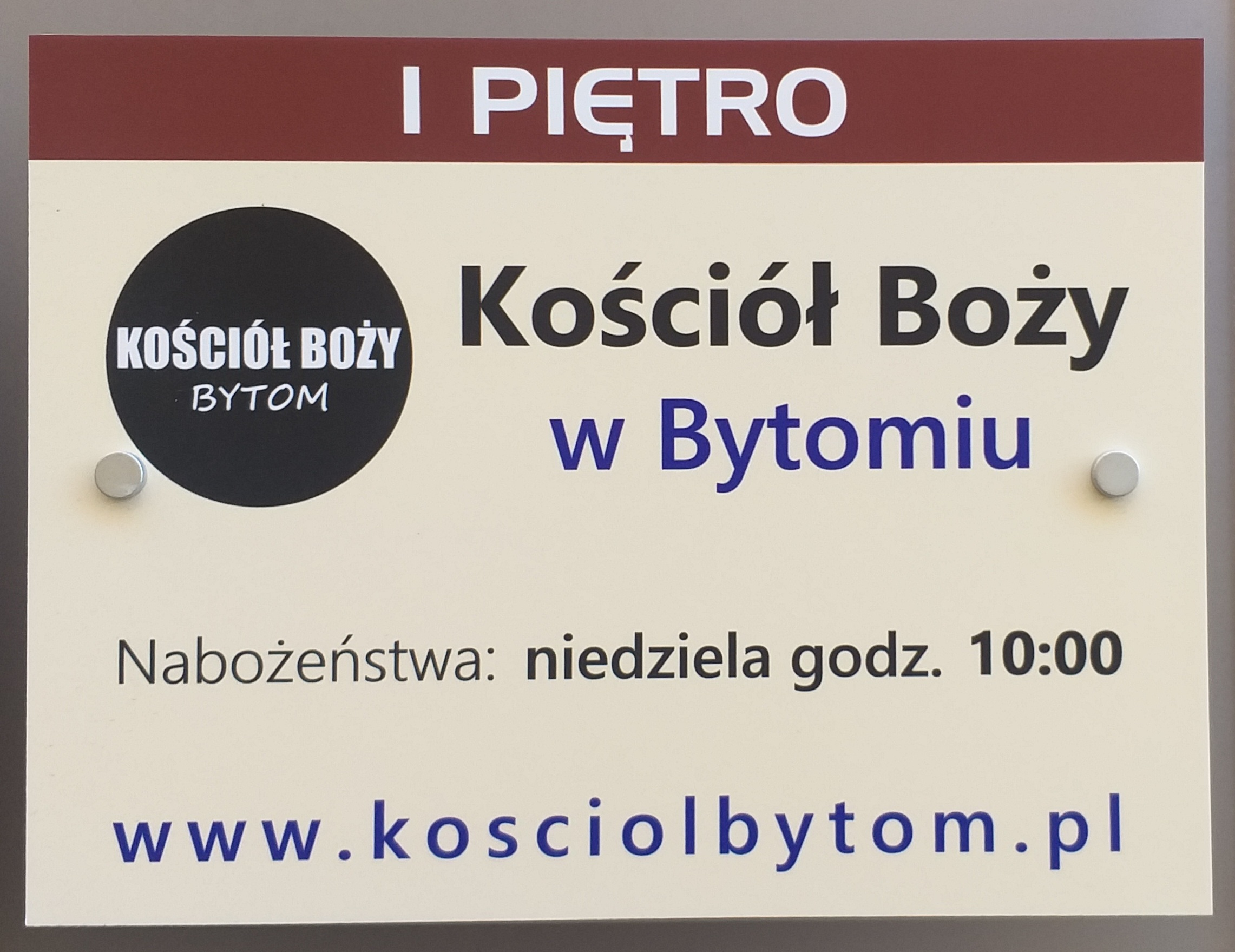
Kościół Boży w Bytomiu - tablica